# Czuszów
Czuszów – wieś w Polsce położona w województwie małopolskim, w powiecie proszowickim, w gminie Pałecznica.
W latach 1975–1998 miejscowość administracyjnie należała do województwa kieleckiego.

Integralne części miejscowości: Folwark, Kresy, Parcelacja, Stara Wieś.

## Osoby związane z Czuszowem
- Józef Maria Bocheński,
- Aleksander Bocheński.